# Твердопаливний ракетний прискорювач «Спейс Шаттл»
Твердопаливний ракетний прискорювач «Спейс Шаттл» (англ. Space Shuttle Solid Rocket Booster, SRB) — перша ракета на твердому паливі, яка використовувалася як основний двигун на транспортному засобі для польотів людини в космос. Пара прискорювачів забезпечувала 85 % тяги космічного шатла під час старту та протягом перших двох хвилин підйому. Після вигоряння їх від'єднували та скидали на парашуті в Атлантичний океан, потім відновлювали, досліджували, ремонтували й використовували повторно.
Твердопаливні ракетні прискорювачі «Спейс Шаттл» були найпотужнішими ракетними двигунами, які коли-небудь піднімали людей у космос. Прискорювачі космічної системи SLS (Space Launch System), які є вдосконаленою версією прискорювачів шатлів, перевершили його як найпотужніші твердопаливні ракетні двигуни, які коли-небудь літали, після запуску місії «Артеміда-1» у 2022 році. Кожен твердопаливний ракетний прискорювач «Спейс Шаттл» забезпечував максимум 14,7 МН тяги, що приблизно вдвічі перевищує найпотужніший рідинний ракетний двигун з однокамерною камерою згоряння, який коли-небудь літав, — Rocketdyne F-1. Маючи загальну масу близько 1180 т, вони складали понад половину загальної маси зібраного шатла в момент старту.
Частини прискорювачів, яка містили двигуни, виготовляла компанія Thiokol із Брігем-Сіті, штат Юта; пізніше її придбала компанія Alliant Techsystems (ATK). Головним підрядником для виготовлення більшості інших компонентів прискорювачів, а також інтеграції всіх компонентів і вилучення відпрацьованих прискорювачів була компанія United Space Boosters Inc. (USBI), дочірня компанія Pratt and Whitney. Згодом цей контракт було передано United Space Alliance — спільному підприємству з обмеженою відповідальністю Boeing і Lockheed Martin.
З 270 запущених прискорювачів, які брали участь у програмі «Спейс Шаттл», усі, крім чотирьох, були відновлені; у місії STS-4 прискорювачі розбилися через несправність парашута, а в місії STS-51-L, яка закінчилася катастрофою шатла «Челленджер», були підірвані через відхилення від запланованої траєкторії польоту. Після кожного польоту для повторного використання відновлювалися понад 5000 деталей. Комплект прискорювачів, який виводив у космос місію STS-135, останню місію програми «Спейс Шаттл», містив деталі, які вже літали в 59 попередніх місіях, зокрема в STS-1. Можливість відновлення давало змогу здійснювати післяпольотне обстеження прискорювачів, виявляти аномалії та поступово вдосконалювати їхню конструкцію.

## Посилання

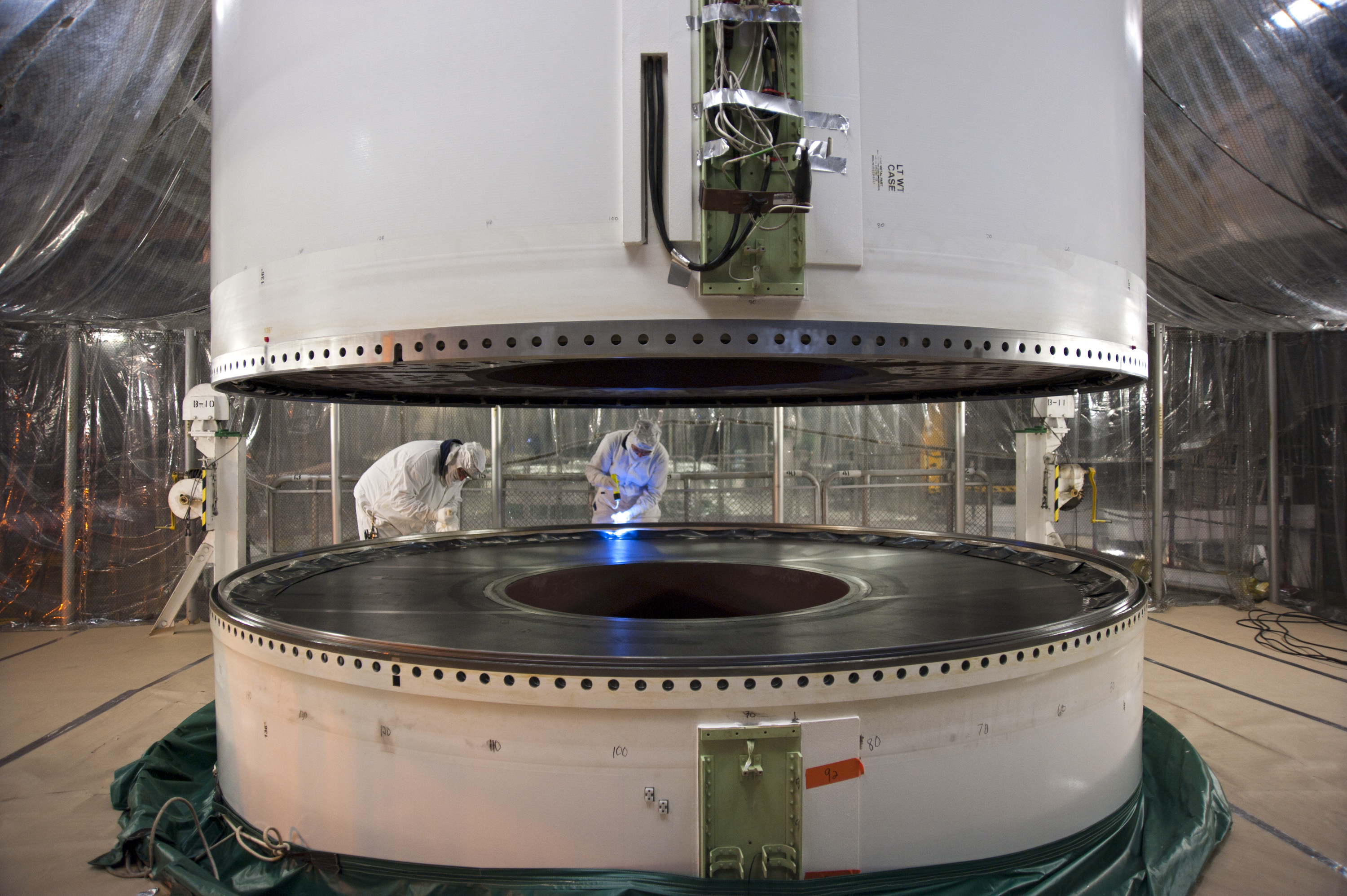
З'єднувальні секції СРБ, заповнені паливним паливом

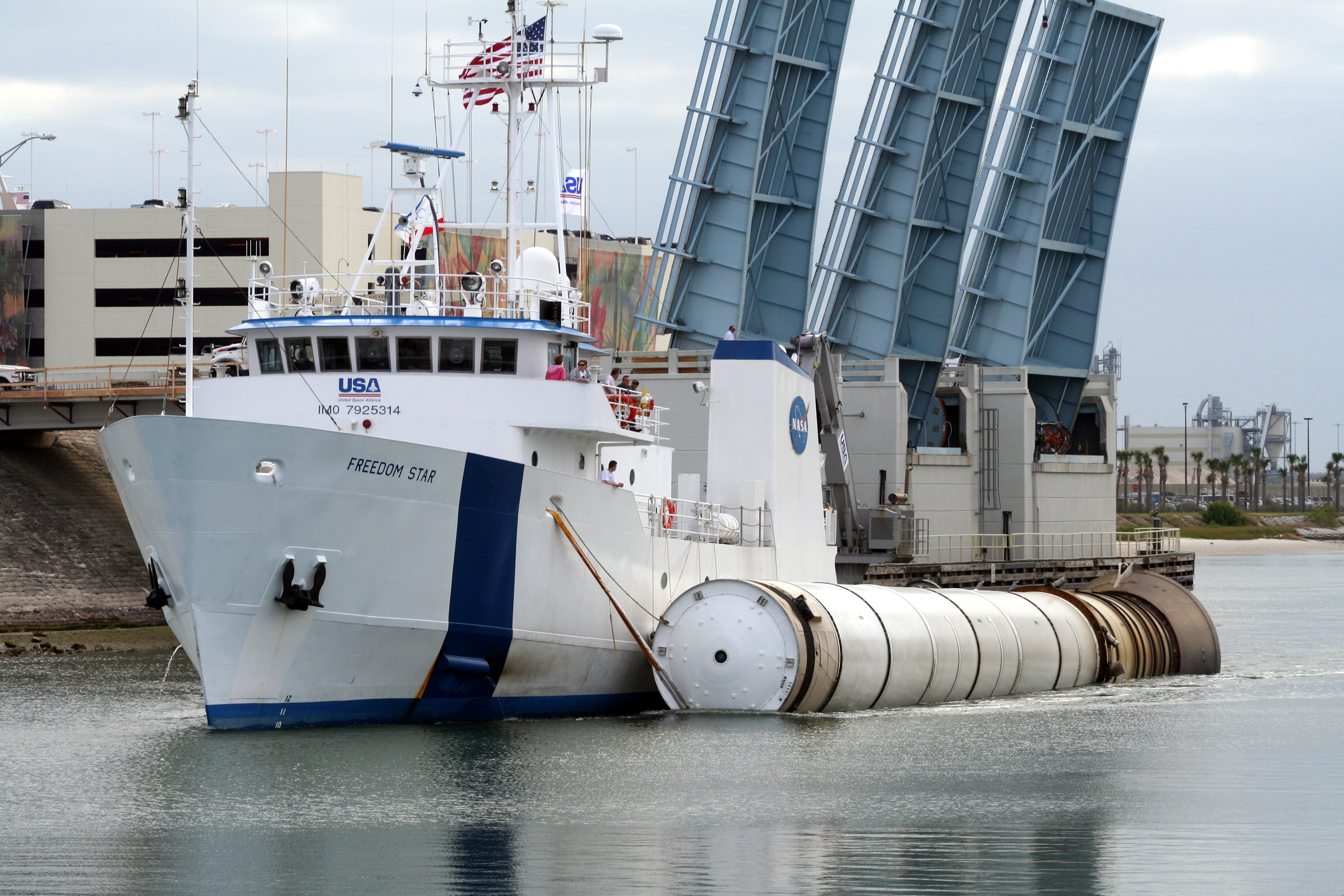
Твердотопливний ракетний прискорювач місії STS-131 вилучається та транспортується на мис Канаверал MV Зірка Свободи.

## Огляд

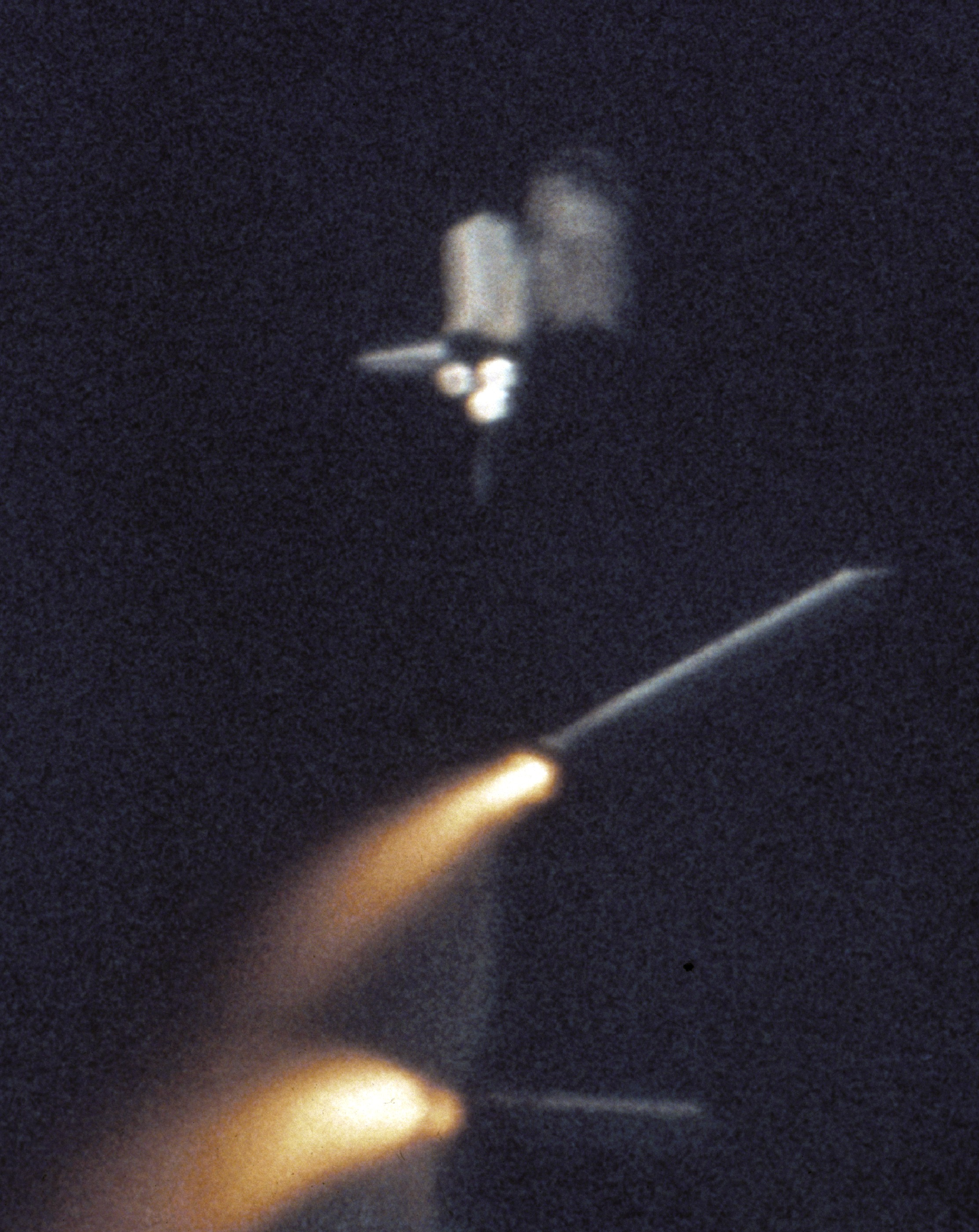
Відділення твердопаливного ракетного прискорювача (SRB).

Два багаторазові прискорювачі забезпечували основну частину тяги і піднімали шатл зі стартового майданчика на висоту приблизно 46 км. Коли складений шатл перебував на стартовому майданчику, два прискорювачі утримували всю вагу зовнішнього бака й орбітального апарата та передавали вагове навантаження через свою конструкцію на мобільну пускову платформу. Кожен прискорювач генерував стартову тягу приблизно 12 МН на рівні моря; незабаром після старту тяга зростала приблизно до 14,7 МН. Їх запалювали після перевірки рівня тяги трьох основних двигунів RS-25. Через 75 с після відділення, на висоті приблизно 67 км, прискорювачі досягали апогею своєї траєкторії, потім розгорталися парашути, і на відстані приблизно 226 км від старту прискорювачі приводнювалися в океан. Після цього їх відновлювали. Прискорювачі разом з основними двигунами піднімали шатл на висоту 45 км і розганяли його до швидкості 4979 км/год.
Прискорювачі виводили шатл у космос без можливості переривання польоту: обидва їхні двигуни мали витратити своє паливо повністю, після чого вони одночасно відділялися від орбітального корабля за допомогою піроболтів. Тільки після цього були можливі процедури припинення польоту. Це означає, що усунути відмову двигуна окремого прискорювача або його невихід на проєктну потужність було неможливо.
Прискорювачі були найбільшими твердопаливними двигунами, які коли-небудь літали, і першими ракетами такого великого розміру, призначеними для повторного використання. Кожен з них мав висоту 45,46 м і діаметр 3,71 м. Кожен прискорювач під час запуску важив приблизно 590 т. Два прискорювачі становили близько 69 % від загальної маси шатла під час злету. Основними паливними компонентами були перхлорат амонію як окисник, а також алюмінієвий порошок і PBAN як паливо. Загальна маса палива для кожного твердопаливного ракетного двигуна становила приблизно 500 т. Маса незаповненого прискорювача становила приблизно 91 т.
Основними елементами кожного прискорювача були:
- двигун (разом із корпусом двигуна, паливом, запальником і соплом[en])
- корпус прискорювача
- системи розділення
- штатні авіаційні вимірювальні прилади
- авіоніка для повернення
- піротехнічні прилади
- система гальмування
- система керування вектором тяги
- система безпеки на полігоні.

Хоча терміни «твердопаливний ракетний двигун» і «твердопаливний ракетний прискорювач» часто вживаються як синоніми, у технічному вжитку вони означають різне. Терміном «твердопаливний ракетний двигун» називають корпус двигуна, його сопло, запальник і паливо. Терміном «твердопаливний ракетний прискорювач» називають усю ракетну установку, до якої входить ракетний двигун, парашути для повернення, електронні прилади, ракета (до її відокремлення), система безпеки на полігоні та система керування вектором тяги.
Кожен прискорювач прикріплювався до зовнішнього бака на задній рамі за допомогою двох бічних розпірних кронштейнів і діагонального кріплення. Передній кінець кожного прискорювача прикріплювався до зовнішнього бака на своєму передньому кінці. На стартовому майданчику кожен прискорювач також прикріплювався до мобільної пускової платформи на задній спідниці за допомогою чотирьох фіксувальних штифтів з ламкими гайками, які відривалися під час злету.
Кожен прискорювач складався із семи сталевих сегментів, які виготовлялися окремо. Виробником збирав їх парами, а потім відправляв залізницею до Космічного центру імені Кеннеді, де їх складали вже повністю. Сегменти з'єднували між собою за допомогою кільцевих штифтів, скоб і штифтових кріплень, а також ущільнені защільнювальними кільцями (спочатку двома, а після катастрофи «Челленджера» в 1986 році їх кількість збільшили до трьох) і термостійкою мастикою.

## Компоненти

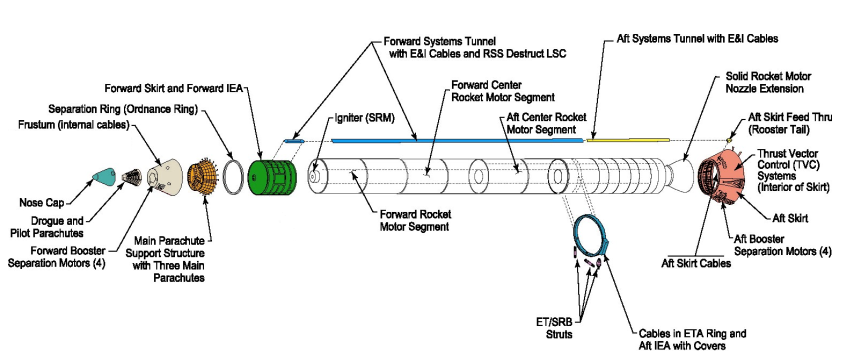
Конструкція твердопаливного ракетного прискорювача.

### Утримувальні опорні підпірки
Кожен твердопаливний ракетний прискорювач був обладнаний чотирма утримувальними опорними підпірками, які вставлялися у відповідні опорні стійки на мобільній пусковій платформі. Притискні шрифти утримували прискорювач і стійки пускової платформи разом. З обох боків кожного штифта були гайки, верхня з яких — ламка. Верхня гайка містила два вибухові заряди, що ініціювалися стандартними детонаторами НАСА (NSD), які запалювалися за командою твердопаливного ракетного двигуна.
Коли запалювалися два стандартні детонатори, ламка гайка ламалася, вивільняючи утримувальний штифт. Унаслідок зменшення натягу, тиску газу від детонатора і сили тяжіння штифт зміщався вниз. Рух штифта зупиняв гальмувальний упор, який містив пісок. Штифт утримувача мав довжину 710 мм і діаметр 89 мм. Ламку гайку вловлював вибухостійкий контейнер, установлений на задній обшивці прискорювача.
Команди на запалювання твердопаливних ракетних двигунів видавалися комп'ютерами орбітального апарата через головні контролери подій на контролери піротехнічних активаторів утримання (PIC) на мобільній пусковій платформі. Вони забезпечували запалювання стандартних детонаторів утримання. Протягом останніх 16 секунд перед запуском система обробки запуску контролювала наявністю низької напруги PIC утримання прискорювачів. Низька напруга PIC призводила до зупинки запуску.

### Розподіл електроенергії
Розподіл електроенергії в кожному прискорювачі здійснювався з основної шини живлення постійного струму, що подавався з орбітального апарата на обидва прискорювачі через його шини з позначеннями A, B і C. Основні шини A, B і C орбітального апарата подавали постійний струм на відповідні шини A, B і C прискорювача. Крім того, основна шина C орбітального апарата подавала резервне живлення на шини A і B прискорювача, а шина орбітального апарата B — на шину C прискорювача. Така схема розподілу електроенергії давала всім шинам прискорювача змогу залишатися під напругою у разі виходу з ладу однієї з основних шин орбітального апарата.
Номінальна робоча напруга становила 28 ± 4 вольти постійного струму.

### Гідравлічні силові агрегати
Кожний прискорювач складався з двох автономних незалежних гідравлічних силових агрегатів (HPU), які використовувалися для приведення в дію системи керування вектором тяги (TVC). Кожен силовий агрегат складався з допоміжного силового агрегата (APU), модуля подавання палива, гідравлічного насоса, гідравлічного резервуара та колектора для робочої рідини. Допоміжні силові агрегати працювали на гідразині та генерували механічну потужність на валу для приводу гідравлічного насоса, який створював гідравлічний тиск для гідравлічної системи прискорювача. Два окремі гідравлічні силові агрегати та дві гідравлічні системи розташовувалися на задній частині кожного прискорювача між соплом і хвостовою частиною. Компоненти гідравлічних силових агрегатів установлювалися на хвостову частину між приводами повороту та нахилу. Дві системи працювали від часу T − 28 с до відокремлення прискорювача від орбітального апарата та зовнішнього бака. Дві незалежні гідравлічні системи підключалися до сервоприводів повороту та нахилу сопла.
Електронні компоненти контролерів незалежних гідравлічних силових агрегатів розташовувалися в інтегрованих електронних вузлах (IEA) прискорювачів на задній частині зовнішнього бака.
Силові агрегати та їхні паливні системи були ізольовані одна від одної. Кожен модуль подавання палива (бак) містив 10,0 кг гідразину. Паливний бак перебував під тиском газоподібного азоту величиною 2,8 МПа, що забезпечувало силу для виштовхування палива з бака в лінію розподілу палива, підтримуючи позитивне подавання палива до допоміжного силового агрегата протягом усього часу його роботи.
Паливний насос допоміжного силового агрегата підвищував тиск гідразину і подавав його до газогенератора. Газогенератор каталітично розкладав гідразин на гарячий газ під високим тиском; двоступенева турбіна видобувала з нього механічну енергію, яка урухомлювала редуктор. Відпрацьований газ, який ставав холоднішим і мав низький тиск, повертався через корпус газогенератора, охолоджуючи його, а потім стравлювався за борт. Коробка передач приводила в дію паливний насос, власний мастильний насос і гідравлічний насос силового агрегата. Обхідна лінія запуску оминала насос і подавала газ до газогенератора, використовуючи тиск бака з азотом, доки швидкість допоміжного силового агрегата не досягала такого рівня, що тиск на виході паливного насоса перевищував тиск в обхідній лінії, після чого все паливо подавалося до паливного насоса.
Коли швидкість допоміжного силового агрегата досягала 100 %, його основний регулювальний клапан закривався, і далі швидкість регулював електронний контролер. Якщо основний регулювальний клапан не відкривався, вторинний по досягненню швидкості 112 % керування допоміжним силовим агрегатом брав на себе вторинний регулювальний клапан.
Кожен незалежний гідравлічний силовий агрегат на прискорювачі був підключений до обох сервоприводів за допомогою перемикального клапана, який давав змогу за потреби розподіляти гідравлічну потужність від будь-якого силового агрегата до обох приводів. Кожен з силових агрегатів служив основним гідравлічним джерелом для одного сервопривода і додатковим джерелом — для іншого. Кожен силовий агрегат генерував потужність, достатню для забезпечення гідравлічною енергією обох сервоприводів в межах 115 % робочих обмежень у разі, якщо гідравлічний тиск від іншого силового агрегата падав нижче 2050 psi (14,1 МПа). Контакт перемикача на перемикальному клапані замикався, коли клапан перебував у вторинному положенні. Коли клапан закривався, до контролера допоміжного силового агрегата надходив сигнал, який блокував його логіку регулювання швидкості на 100 % і перемикав швидкість допоміжного силового агрегата на 112 %. Швидкість допоміжного силового агрегата на 100 % давала одному допоміжного/незалежному силовому агрегату змогу подавати достатній робочий гідравлічний тиск до обох сервоприводів прискорювача.
100-відсоткова швидкість допоміжного силового агрегата відповідала 72 000 об/хв, 110 % — 79 200 об/хв, 112 % — 80 640 об/хв.
Швидкість гідравлічного насоса становила 3600 об/хв і забезпечувала гідравлічний тиск 3050 ± 50 psi (21,03 ± 0,34 МПа). Клапан скидання високого тиску забезпечував захист гідравлічної системи від надлишкового тиску і спрацьовував, якщо тиск досягав 3750 psi (25,9 МПа).
Незалежні й допоміжні гідравлічні силові агрегати, а також та гідравлічні системи допускали використання протягом 20 місій.

### Керування вектором тяги

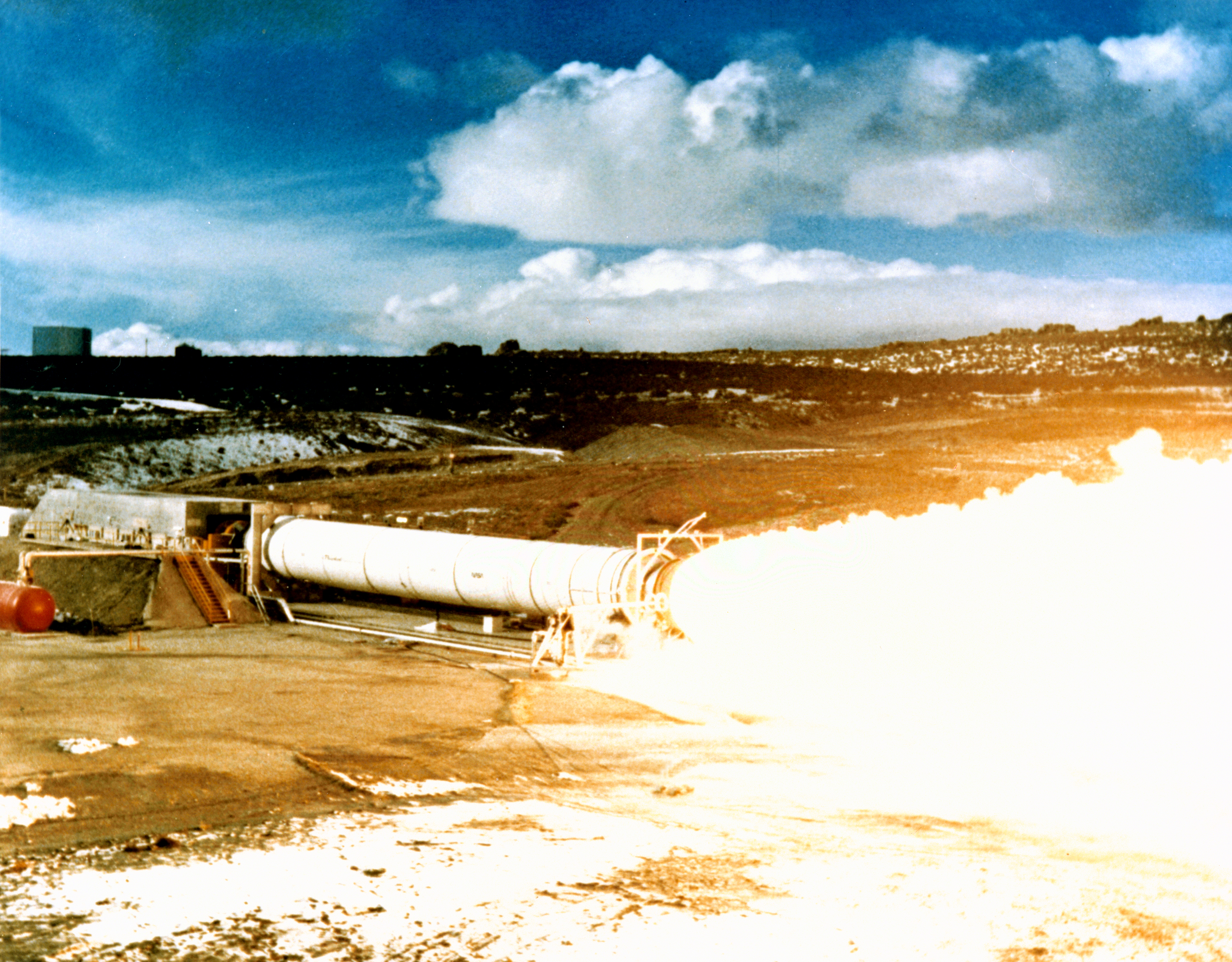
Статичні вогневі випробування, 1978 рік.

Кожен бічний прискорювач мав два гідравлічні карданних сервоприводи для переміщення сопла вгору/вниз і в боки. Це давало змогу керувати вектором тяги й контролювати положення прискорювача за всіма трьома осями (крен, тангаж і рискання).
Компонент системи управління польотом, який відповідав за керування вектором тяги під час зльоту, керував тягою трьох головних двигунів шатла та двох сопел бічного прискорювача шляхом контролю положення та траєкторії шатла на етапах зльоту й підйому. Команди від системи наведення передавалися приводам Системи керування вектором тяги під час зльоту (ATVC). Сигнали, що відповідали командам, передавалися на кожний сервопривід головних двигунів та бічних прискорювачів. Чотири незалежні канали системи управління польотом і чотири канали системи ATVC керували шістьма головними двигунами та чотирма приводами бічних прискорювачів, причому кожен привод керував одним гідравлічним портом на кожному сервоприводі головного двигуна і бічного прискорювача.
Кожен сервопривід бічного прискорювача складався з чотирьох незалежних двоступеневих сервоклапанів, які отримували сигнали від приводів. Кожен сервоклапан керував одним силовим каскадом у кожному приводі, який позиціонував поршень приводу та сопло і визначав напрямок тяги.
Чотири сервоклапани, які керували кожним приводом, забезпечували сумарну силу, яка визначала положення силового каскаду. У разі подавання чотирьох однакових команд на чотири сервоклапани сумарна сила приводів миттєво запобігала впливу одного помилкового вхідного сигналу на рух силового циліндра. Якщо датчик перепаду тиску виявляв, що помилковий вхідний сигнал зберігається протягом певного часу, вибирався ізолювальний клапан, який повністю виключав його із сумарної сили. Для кожного каналу були передбачені контролери несправностей, які вказували, який канал було відкинуто, а ізолювальний клапан на кожному каналі можна було перезапустити.
Кожний поршень приводу був оснащений перетворювачами для зворотного зв'язку про положення із системою управління вектором тяги. Усередині кожного поршня сервоприводу було встановлено ущільнювач для пом'якшення удару в момент приводнення і запобігання пошкодженню гнучкого підшипника сопла.

### Гіроскопічні блоки
Кожен прискорювач містив три гіроскопічні блоки (RGA), кожен із яких містив два гіроскопи — для контролю тангажу і рискання. Вони подавали сигнали, пропорційні кутовим швидкостям відносно осей тангажу й рискання, на комп'ютери орбітального апарата і систему наведення, навігації та управління під час польоту першого ступеня у поєднанні з гіроскопами кутової швидкості орбітального апарата до відокремлення бічних прискорювачів від орбітального корабля. Під час відокремлення прискорювачів відбувалося перемикання з їхніх гіроскопічних блоків на гіроскопічні блоки орбітального апарата.
Дані від гіроскопічних блоків прискорювачів передавалися через мультиплексори/демультиплексори задньої частини орбітального апарата до головних комп'ютерів орбітального апарата. Потім швидкості гіроскопічних відбиралися за середнім значенням і передавалися програмному забезпеченню прискорювача. Гіроскопічні блоки були розраховані на 20 польотів.

### Багатосегментні корпуси
Виготовлені з високоміцної низьколегованої сталі D6AC завтовшки 2 см.

### Пропелент

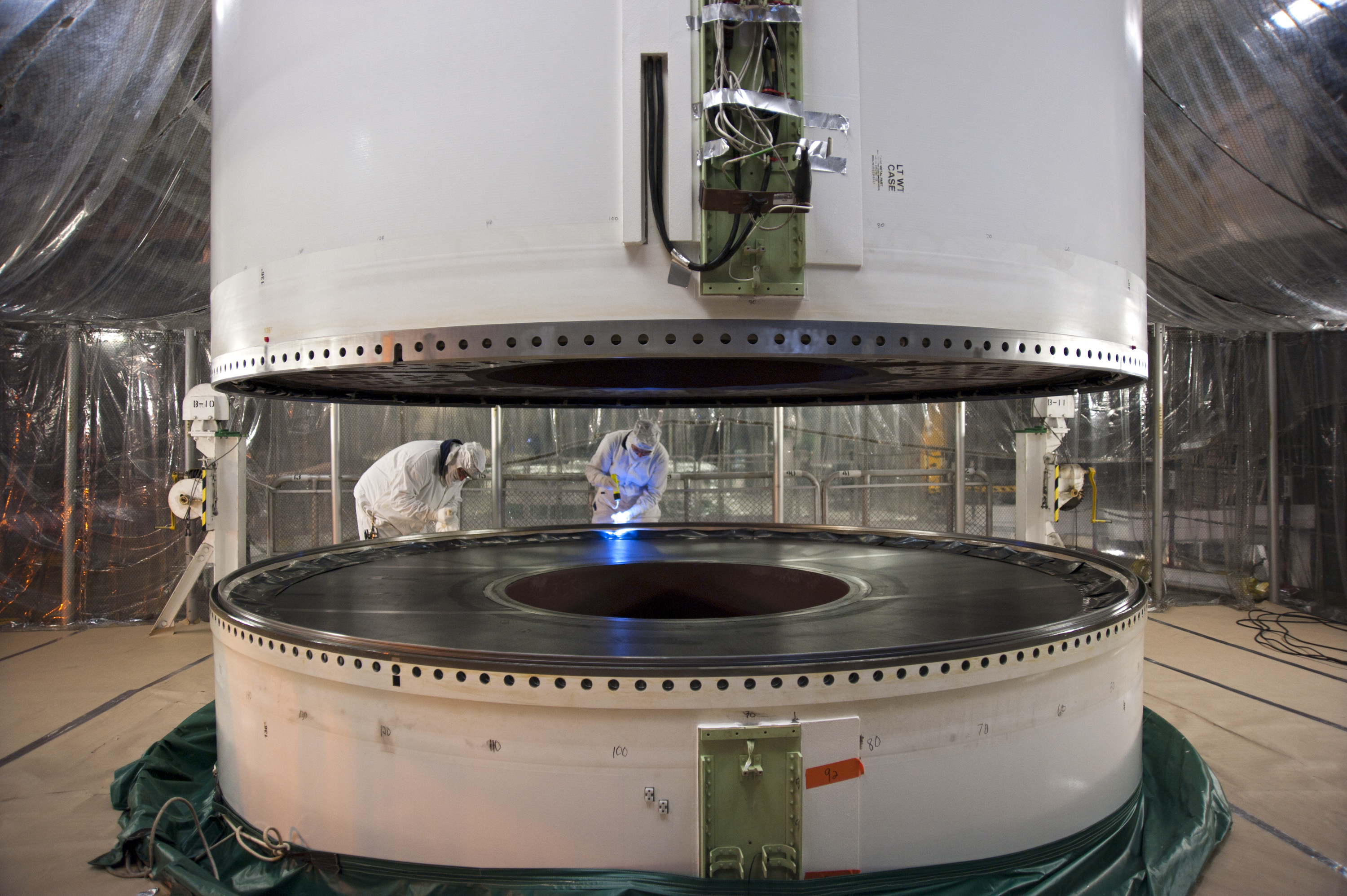
Секції бічного прискорювача, заповнені паливом, для місії STS-134.

Суміш ракетного палива в кожному твердопаливному ракетному двигуні складалася з перхлорату амонію (окислювач, 69,6 % за масою), розпиленого алюмінієвого порошку (паливо, 16 %), оксиду заліза (каталізатор, 0,4 %), PBAN (зв'язуюча речовина, також виступає як паливо, 12,04 %) і епоксидного затверджувача (1,96 %). Цей пропелент зазвичай називають композитним паливом перхлорату амонію (APCP). Ця суміш давала твердотільним ракетним двигунам питомий імпульс протягом 242 с (2,37 км/с) на рівні моря або 268 с (2,63 км/с) у вакуумі. Після запалювання двигун спалював паливо за номінального тиску в камері 6252 МПа.
Алюміній обрали як пропелент, зважаючи на його високу питому енергетичну щільність (близько 31,0 МДж/кг) та стійкість до випадкового займання.
Пропелент мав 11-кутну зіркоподібну перфорацію в передній частині двигуна і подвійну конусоподібну перфорацію в кожній із задніх частин і на задній кришці. Така конфігурація забезпечувала високу тягу під час запалювання, а потім зменшувала тягу приблизно на третину через 50 секунд після зльоту, щоб уникнути перенапруження шатла в момент максимального аеродинамічного опору (max Q).

## Функціонування

Тяга бічного прискорювача на рівні моря, дані польоту STS-107.

### Запалювання
Запалювання бічного прискорювання можливе лише після вийняття ручного запобіжного штифта з кожного механічного пристрою безпеки. Під час підготовки до запуску штифт виймається командою з Землі. У момент часу −5:00 бічний прискорювач переводиться в стані готовності. Команди на запалювання твердопаливного ракетного двигуна подаються тоді, коли три головні двигуни шатла (SSME) генерують щонайменше 90 % номінальної тяги, не виявлено відмови головних двигунів та/або низької напруги піротехнічного контролера запалювання бічного прискорювача (PIC) і немає затримок від системи підготовки до запуску (LPS).
Команди на запалювання твердопаливного ракетного двигуна надходили від комп'ютерів орбітального апарата через головні контролери подій (MEC) до стандартних детонаторів НАСА (NSD) у кожному прискорювачі. Одноканальний конденсаторний розрядний пристрій піротехнічного контролера запалювання бічного прискорювача контролював запалювання кожного піротехнічного пристрою.
Щоб піротехнічний контролер запалювання міг генерувати сигнал на запалювання піротехнічного пристрою, одночасно повинні бути присутні три сигнали. Ці сигнали — «готовність», «запалювання 1» і «запалювання 2» — надходили від універсальних комп'ютерів орбітального апарата (GPC) і передавалися до головних контролерів подій. Ті переформатовували їх у сигнали постійного струму напругою 28 В. Сигнал «готовність» заряджав конденсатор піротехнічного контролера запалювання бічного прискорювача до 40 В (мінімум 20 В) постійного струму.
Послідовність запуску комп'ютерів орбітального апарата також контролювала певні критичні клапани основної силової установки та відстежувала показники готовності двигунів від головних двигунів шатла. Бортові комп'ютери надсилали команди запуску за 6,6 с до старту (почерговий запуск двигунів три, два, один, приблизно з інтервалом 0,25 с), контролюючи зростання тяги кожного двигуна. Усі три головні двигуни мали досягти необхідної тяги 90 % протягом трьох секунд; якщо цього не відбувалося, видавалася команда на їх почергове вимкнення і запускалися процедури безпеки.
Якщо тяга зростала до необхідного рівня 90 % у нормальному режимі, за 3 секунди до старту головні двигуни орбітального корабля отримували команду на вихід у положення для зльоту, а на прискорювачі передавалася команда «fire 1». За 3 секунди до старту дозволялася ініціалізація режимів відхилення баз шатла (так зване «твінгування» — рух приблизно на 650 мм у напрямку зовнішнього бака).
Команди «fire 2» викликали спрацьовування додаткових стандартних детонаторів НАСА через тонкий бар'єрний ущільнювач у вогневому тунелі. Таким чином запалювався додатковий запалювавч, який утримувався в безпечному пристрої у стані готовності за перфорованою пластиною. Додатковий запалювач запалював паливо в пусковому пристрої запалювання, а продукти згоряння цього палива запалювали пусковий пристрій твердопаливного ракетного двигуна, який спрацьовував вертикально по всій його довжині, миттєво запалюючи паливо твердопаливного ракетного двигуна по всій його поверхні.
У момент T−0 під керуванням чотирьох бортових комп'ютерів запалювалися два бічні прискорювачі; починалося відокремлення чотирьох вибухових болтів на кожному прискорювачі. Крім того, втягувалися два шланги, по одному з обох боків космічного апарата, і запускався бортовий головний блок синхронізації, таймер подій і таймери подій місії; три головні двигуни орбітального апарата генерували 100%-ву тягу, а послідовність запуску з землі припинялася.

### Відрив і зліт

Раннє запалювання і відрив головних двигунів і бічних прискорювачів (вид з наземної камери)

Дотримання послідовності запуску двигунів мало критичне значення для успішного відриву і злету. Утримувальні піроболти (через опорні колони та конструкцію стартового майданчика) компенсували асиметричні динамічні навантаження на ракету, спричинені запалюванням головних двигунів орбітального апарата, збільшення тяги та навантаженням на тягові підшипники. Без утримувальних болтів головні двигуни орбітального апарата різко перекинули б усю ракету в зборі (орбітальний корабель, зовнішній бак, бічні прискорювачі) на зовнішній бак. Цьому обертальному моменту спочатку протидіяли утримувальні болти. Перед відпусканням усієї конструкції для відриву бічні прискорювачі повинні були одночасно запалити й герметизувати свої камери згоряння і вихлопні сопла, утворивши тяговий момент в протилежному напрямку, який дорівнював обертальному моменту від головних двигунів орбітального апарата. Коли прискорювачі досягали повної тяги, утримувальні болти виривалися, вивільняючи всю конструкцію, результуючий обертальний момент дорівнював нулю, а результуюча тяга усієї ракети в зборі, яка протидіяла гравітації, була позитивною і піднімала всю конструкцію вертикально з пускової платформи. Цей процес контролювався за допомогою скоординованих рухів карданних підвісів головних двигунів орбітального апарата та вихлопних сопел бічних прискорювачів.
На етапі злету багатовісні акселерометри фіксували показники польоту й орієнтації ракети і передавали їх, а бортові комп'ютери перетворювали навігаційні команди (щодо перебування ракети в певній точці в просторі в певний час) на команди для двигунів і карданних підвісів, які орієнтували ракету відносно її центру ваги. У міру зміни сил, що діють на апарат, унаслідок споживання палива, зростання швидкості, зміни аеродинамічного опору та інших факторів, ракета автоматично коригувала своє орієнтування у відповідь на вхідні команди динамічного управління.

### Відділення

Вигляд відокремлення бічного прискорювача з бортової камери.

Бічні прискорювачі відокремлювалися від шатла на висоті близько 45 км. Їх відокремлення починалося, коли тиск у головних камерах обох бічних прискорювачів ставав менше або дорівнював 50 psi (340 кПа). Резервною ознакою був час, що минув з моменту запалювання прискорювачів. Починалася послідовність відділення: на приводи управління вектором тяги подавалася команда переведення в нульове положення, а головна силова установка переводилася в конфігурацію другого ступеня (через 0,8 секунди після початку послідовності), що забезпечувало тягу кожного прискорювача менше 440 кН. Кут відхилення орбітального апарата утримувався протягом чотирьох секунд, а тяга прискорювачів падала до менше ніж 270 кН.
Прискорювачі відокремлювалися від зовнішнього бака протягом 30 мілісекунд після команди на підрив піроболтів. Передня точка кріплення складалася з кулі (на прискорювачі) і гнізда (на зовнішньому баку), які утримувалися разом одним піроболтом. На кожному кінці піроболта були встановлені картриджі стандартних детонаторів НАСА (NSD). На передній точці кріплення кріпилася також поперечна стрічка системи безпеки дальності, яка з'єднувала системи безпеки дальності прискорювачів (RSS) і зовнішнього бака між собою. Задні точки кріплення складалися з трьох окремих розпірок: верхньої, діагональної та нижньої. Кожна розпірка містила один болт з картриджем стандартного детонатора на кожному кінці. Верхня розпірка передавала дані між прискорювачем і зовнішнім баком, а також орбітальним апаратом.
На кожному кінці обох прискорювачів було встановлено чотири двигуни відокремлення прискорювача (BSM), які відокремлювали прискорювачі від зовнішнього бака. Твердопаливні ракетні двигуни в кожній групі з чотирьох запалювалися шляхом підпалу дублюючих картриджів тиску стандартних детонаторів НАСА в дублюючих колекторах детонаційних запалів. Команди на відокремлення, що надходять з орбітального апарата відповідно до послідовності відокремлення прискорювачів, ініціювали спрацьовування дублюючих картриджів тиску стандартних детонаторів НАСА у кожному болті та запалювали двигуни відокремлення, що гарантувало належний перебіг відокремлення.
Після продовження підйому приблизно до 67 км, прискорювачі починали падати назад на землю, коли вони повертались в більш щільну атмосферу, сповільнюються за допомогою парашутної системи, щоб запобігти пошкодженню від зіткнення з океаном. Безпосередньо перед відділенням від орбітального апарата до SRB надсилається команда подати живлення від батареї до логічної мережі відновлення. Друга одночасна команда вмикає три двигуни носової кришки (для розгортання пілотного та опорного парашутів), детонатор зі зрізаним кільцем (для розгортання основного парашута) і пірогвинти для від'єднання головного парашута.

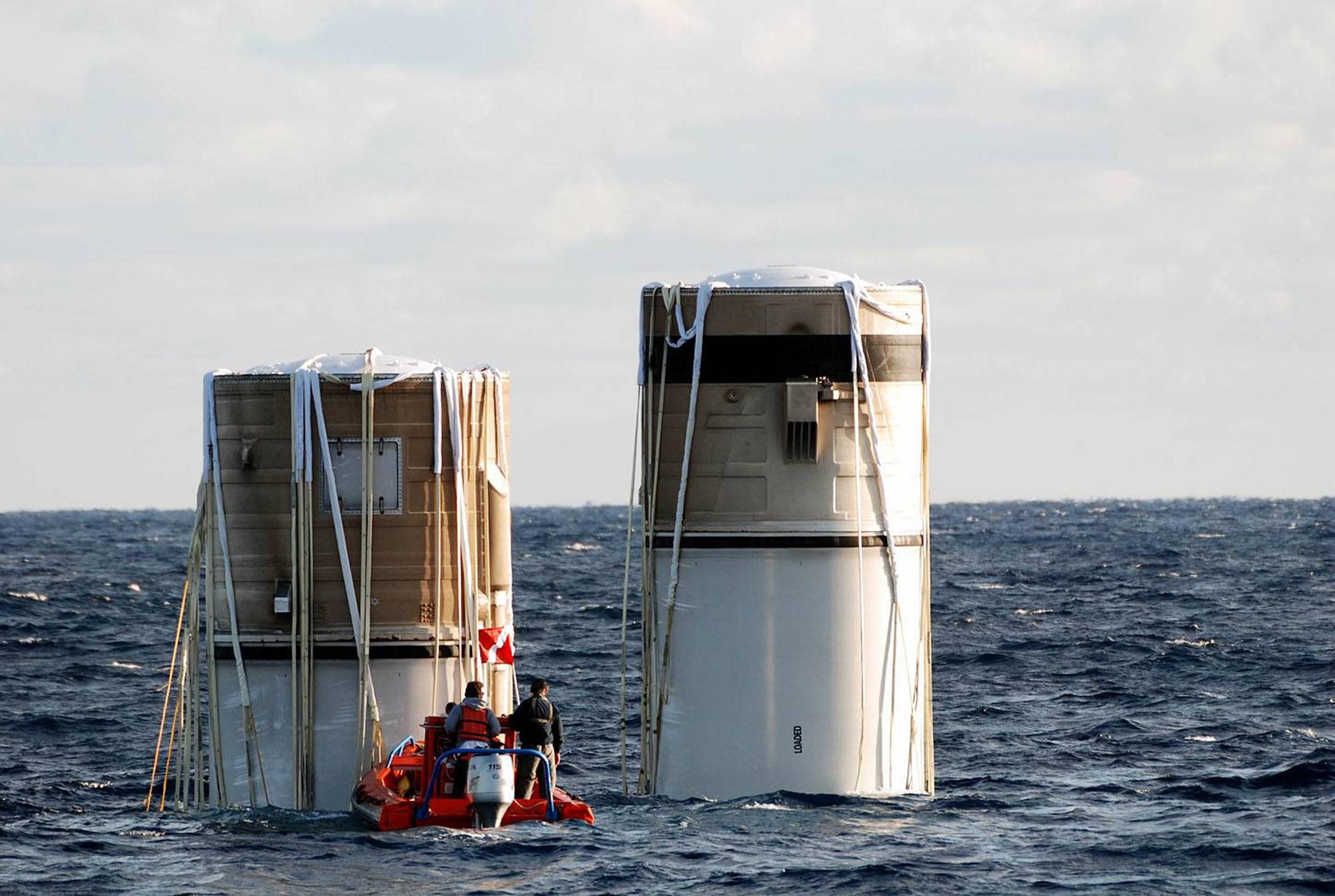
Твердопаливні ракетні прискорювачі, скинуті з шатла «Діскавері» після запуску STS-116, плавають в Атлантичному океані приблизно в 150 милях на північний схід від мису Канаверал.